# 白斑小孔蟾魚
白斑小孔蟾魚（学名：Halophryne ocellatus），為輻鰭魚綱蟾魚目蟾魚科的其中一種，分布於澳洲西北部海域，體長可達26公分，為底棲性魚類。

## 外部連結
白斑小孔蟾魚的圖片